# Ursus, il terrore dei kirghisi
Ursus, il terrore dei kirghisi (tytuł międzynar. Hercules, Prisoner of Evil) – włoski film fabularny z 1964 roku, wyreżyserowany przez Antonio Margheritiego przy wsparciu Ruggero Deodato. Deodato objął w trakcie produkcji funkcję asystenta reżysera, lecz ostatecznie zastąpił Margheritiego, który zajęty był realizacją innego projektu, Il crollo di Roma. Ostatecznie to Deodato wyreżyserował większość filmu, choć jego praca nie jest uwzględniona w czołówce. Fabuła skupia się na losach supersilnego Ursusa, walczącego z hordą wilkołaków. Rolę tytułową odegrał Reg Park, mistrz świata w kulturystyce. Światowa premiera projektu odbyła się 31 lipca 1964. Ze względu na mroczną tematykę filmoznawcy uważają Ursus, il terrore dei kirghisi za kino peplum z silnymi elementami horroru.

## Opis fabuły
Ursus jest mężczyzną o olbrzymiej sile. Jego krzepa i zamiłowanie do walki pomocne okażą się mieszkańcom wioski, którą terroryzują wilkołacze istoty. Okazuje się, że za ich ataki odpowiedzialna jest zła księżniczka. Ursus musi poskromić jej zapędy.

## Obsada
- Reg Park − Ursus
- Mireille Granelli − Aniko
- Ettore Manni − Ido
- Furio Meniconi − Zereteli
- María Teresa Orsini − Kato
- Nino Fuscagni (w czołówce jako Serafino Fuscagni) − Miko